# Ricard Lobo i Gil
Ricard Lobo i Gil   (Barcelona, 1936 - 3 de gener de 2025) fou un professor, escriptor, polític, editor i gestor públic català. Va ser eclesiàstic de l'orde benedictí. Era casat. Tingué una destacada actuació a l'Assemblea de Catalunya i fou un alt càrrec del govern de la Generalitat de Catalunya.

## Biografia
De jove va entrar a l'orde benedictí a l'Abadia de Montserrat. El pare Ildefons (Ricard) Lobo estudià Teologia a la Universitat del Laterà (Roma), on obtingué el doctorat amb especialització en Ciències Morals. Més tard completaria la seva formació amb la llicenciatura de Filosofia i Lletres (UAB) i amb estudis de Dret (UB). Professà de monjo al Monestir de Montserrat i al Monestir de Sant Miquel de Cuixà.
A finals dels anys 1970, formà part de les Comunitats Cristianes de Base a Barcelona. El 1970 s'incorporà juntament amb Lluís Maria Xirinacs a la Comissió de Serveis de les Comunitats Cristianes de Base, un organisme de serveis creat per Josep Dalmau, Jaume Rodri, Josep Ribera, Joana Villemur i Vicenç Ligüerre. Aquest organisme instrumental coordinava unes vuitanta comunitats de base i mobilitzava unes tres mil persones.

## L'oposició al franquisme
Des d'aquesta plataforma de serveis participarà en el procés de formació i en l'acte de constitució de l'Assemblea de Catalunya el 7 de novembre de 1971.
El mateix any 1971, serà fundador junt amb Josep Dalmau i Lluís M. Xirinacs entre d'altres del Grup de No Alineats de l'Assemblea de Catalunya, constituït inicialment per persones d'adscripció cristiana, però que de seguida s'obrirà a tothom i que aglutinarà persones i grups partidaris de l'Assemblea de Catalunya, però sense adscripció partidista al llarg del territori català. Com a membre de secretariat d'aquest grup serà present als òrgans de l'Assemblea de Catalunya. Continuarà participant des del Grup de No Alineats en totes les campanyes i actes de l'Assemblea. Durant el 1972 serà membre del consell de redacció de la Ràdio La Veu de l'Assemblea de Catalunya, un programa de ràdio clandestí, que s'emetia tres cops per setmana, d'un quart d'hora de durada, un projecte que durà quatre mesos i que coordinava el periodista Jaume Fabre.
El 28 d'octubre de l'any 1973 serà detingut a la parròquia de Santa Maria Mitjancera, en una actuació que s'ha anomenat "la caiguda dels 113 de l'Assemblea de Catalunya". A diferència de la resta de detinguts, Ricard Lobo i Lluís M. Xirinacs, per la seva condició d'eclesiàstics i en virtut del Concordat vigent, són alliberats per les autoritats franquistes. Farà front, però, a una acusació davant del Tribunal d'Ordre Públic i una multa econòmica de 200.000 pessetes. Continuarà participant en les tasques i campanyes des del Grup de No Alineats en totes les campanyes i actes de l'Assemblea fins a la seva dissolució el 1977.
El 1974 abandona l'orde benedictí i es secularitza. Poc temps després contraurà matrimoni.
A partir de l'any 1974 contactarà amb el president de la Generalitat a l'exili Josep Tarradellas a Saint Martin le Beau, amb qui mantindrà contactes freqüents. Es convertirà en un ferm partidari del president a l'exili i d'accentuar el seu protagonisme en el procés d'avenç cap a la democràcia i de recuperació de la Generalitat històrica en contra d'altres corrents partidaris de limitar el paper del president Tarradellas com a símbol o de crear un organisme nou. El 13 de febrer de 1977 a Sant Cebrià del Rosselló serà nomenat per formar part de l'Organisme Consultiu de la Presidència de la Generalitat creat pel president Josep Tarradellas. Ricard Lobo serà present en les iniciatives de l'oposició unitària d'enderrocament del franquisme.

## Trajectòria a l'etapa democràtica
Un cop restablerta la Generalitat provisional, l'any 1978, el president Tarradellas el nomenà primer director del Diari Oficial de la Generalitat de Catalunya (DOGC) i, després, de les publicacions de la institució. L'any 1980 el nou president Jordi Pujol el ratificarà. Restarà en el càrrec fins a l'any 2006. En els seus quasi vint-i-nou anys de trajectòria, modernitzarà el Diari Oficial i desenvoluparà les diverses col·leccions de la Generalitat. L'any 1992 va dimitir, però no se li va acceptar la dimissió, arran d'una acusació d'utilitzar el càrrec per convocar un míting de Convergència i Unió.
L'any 1981 s'adherirà a la Crida a la Solidaritat en defensa de la llengua, la cultura i la nació catalana, i el mateix any serà membre fundador del Club Arnau de Vilanova. Fou membre del Consell de Sobirania i Justícia.
L'any 2011, juntament amb diferents personalitats (Miquel Sellarès, Jordi Carbonell, Blanca Serra) va donar suport a l'Assemblea Nacional Catalana durant la commemoració del 40è aniversari de la creació de l'Assemblea de Catalunya. Fou autor de diversos llibres de narrativa i assaig, coautor de diverses obres col·lectives i autor de centenars d'articles de premsa.
Fou jurat del Premi d'Assaig Independentista Lluís M. Xirinacs.

## Guardons
- Premi Ciutat de Barcelona d'Assaig 1975,
- Premi Recull d'Assaig 1975.
- Medalla al treball President Macià 2005.[21]
- Premi Serra i Moret de civisme 2007 per la seva obra Ciutadans del món. Per un civisme de la globalitat.[22]

## Obra
- Ciutadans del món: per un civisme de la globalitat. Proteus, 2009 (XXVI Premi Serra Moret).
- Petita història de Ramon Llull "el fantàstic. Text: Ricard Lobo i Gil; il·lustració: Pilarín Bayés. Barcelona: Mediterrània, 2006.
- Petita història de Llívia. Text: Ricard Lobo i Gil; il·lustració: Pilarín Bayés. Barcelona: Mediterrània, 2006.
- La Autonomía política de Cataluña: orígenes, competencias y organización de la Generalidat. Josep Pagès, Ricard Lobo, Armand de Fluvià. [Barcelona]: Generalitat de Catalunya, Departament de la Presidència, Entitat Autònoma del Diari Oficial i de Publicacions, 2005.
- Petita història d'Arnau de Vilanova. Text: Ricard Lobo; il·lustració: Pilarín Bayés. Barcelona: Mediterrània, 1999.
- Elisenda, escriu-me! Ricard Lobo, Josep Maria Puigjaner. Barcelona: Empúries, 1998.
- Això és la Generalitat. Text: Ricard Lobo; il·lustració: Pere Joan. Barcelona.
- Una moral para tiempos de crisis: el hombre de hoy y su responsabilidad social. Ricard Ildefons Lobo.
- Sagrada Família: la façana de ponent = La fachada occidental = The Western Façade.